# Wereldkampioenschap schaatsen allround vrouwen 1973
Het vierendertigste Wereldkampioenschap schaatsen allround voor vrouwen werd op 24 en 25 februari 1973 verreden op de Strömsvallen ijsbaan in Strömsund, Zweden.
Zesentwintig schaatssters uit elf landen, Zweden (2), Finland (1), Nederland (5), Noorwegen (2), Polen (1), de Sovjet-Unie (5), West-Duitsland (1), China (2), Japan (2), Canada (2) en de Verenigde Staten (3), namen eraan deel. Zeven rijdsters debuteerden deze editie, waaronder Sippie Tigchelaar en Sijtje van der Lende.
Atje Keulen-Deelstra veroverde voor de derde maal de wereldtitel, zij werd hiermee de vijfde vrouw die drie wereldtitels wisten te winnen.
De Sovjet-Russin Tatjana Sjelechova-Rastopsjina werd tweede, en Trijnie Rep beklom het derde treetje op het erepodium bij de huldiging.
Het vijfde lid van de Nederlandse afvaardiging was Ellie van den Brom. Dit jaar veroverden alleen Atje Keulen-Deelstra (twee keer brons op de 500m en 1500m, zilver op de 3000m en goud op de 1000m) en Sippie Tigchelaar (zilver op de 1500m en goud op de 3000m) afstandmedailles voor Nederland.
De Canadese Sylvia Burka (zilver op de 500m) en de West-Duitse Monika Pflug (zilver op de 1000m) behaalden de eerste afstandmedailles voor hun land.
De Noorse Sigrid Sundby reed dit jaar haar tiende WK Allround. Zij was daarmee de vierde vrouw die dit aantal bereikte, Eevi Huttunen in '59, Christina Scherling in '65, Kaija Mustonen in '68, waren haar hierin voor gegaan.
Ook dit kampioenschap werd over de kleine vierkamp,respectievelijk de 500m, 1500m,1000m, en 3000m, verreden.

## Afstand medailles
| Afstand | Goud ·               | Zilver ·             | Brons ·                        |
| ------- | -------------------- | -------------------- | ------------------------------ |
| 500m    | Sheila Young         | Sylvia Burka         | Atje Keulen-Deelstra           |
| 1500m   | Galina Stepanskaja   | Sippie Tigchelaar    | Atje Keulen-Deelstra           |
| 1000m   | Atje Keulen-Deelstra | Monika Pflug         | Tatjana Sjelechova-Rastopsjina |
| 3000m   | Sippie Tigchelaar    | Atje Keulen-Deelstra | Nina Statkevitsj               |

## Klassement
| Rang   | Schaatsster                    | Land             | Punten  | 500m       | 1500m          | 1000m        | 3000m        |
| ------ | ------------------------------ | ---------------- | ------- | ---------- | -------------- | ------------ | ------------ |
| Goud   | Atje Keulen-Deelstra           | Nederland        | 185,950 | 45,03 (3)  | 2.21,37 (3)    | 1.30,41 (1)  | 4.51,55 (2)  |
| Zilver | Tatjana Sjelechova-Rastopsjina | Sovjet-Unie      | 188,363 | 45,41 (8)  | 2.21,91 (5)    | 1.31,68 (3)  | 4.58,86 (4)  |
| Brons  | Trijnie Rep                    | Nederland        | 188,651 | 45,26 (5)  | 2.22,12 (7)    | 1.32,24 (5)  | 4.59,39 (5)  |
| 4      | Nina Statkevitsj               | Sovjet-Unie      | 188,685 | 46,21 (13) | 2.22,04 (6)    | 1.31,76 (4)  | 4.55,49 (3)  |
| 5      | Sippie Tigchelaar              | Nederland        | 189,164 | 47,67 (24) | 2.21,23 (2)    | 1.32,08 (6)  | 4.50,26 (1)  |
| 6      | Monika Pflug                   | Duitsland        | 189,804 | 45,28 (6)  | 2.21,74 (4)    | 1.30,69 (2)  | 5.11,59 (14) |
| 7      | Galina Stepanskaja             | Sovjet-Unie      | 190,240 | 46,33 (15) | 2.20,88 (1)    | 1.33,41 (12) | 5.01,47 (6)  |
| 8      | Ellie van den Brom             | Nederland        | 191,543 | 46,10 (11) | 2.22,98 (8)    | 1.32,76 (9)  | 5.08,42 (10) |
| 9      | Lisbeth Berg                   | Noorwegen        | 191,600 | 45,98 (10) | 2.23,79 (9)    | 1.33,86 (15) | 5.04,56 (8)  |
| 10     | Lasma Kauniste                 | Sovjet-Unie      | 191,991 | 46,34 (16) | 2.25,36 (13)   | 1,32,66 (8)  | 5.05,21 (9)  |
| 11     | Sheila Young                   | Verenigde Staten | 192,220 | 43,56 (1)  | 2.26,21 (14)   | 1.33,26 (11) | 5.19,76 (16) |
| 12     | Sylvia Burka                   | Canada           | 193,080 | 44,71 (2)  | 2.25,35 (12)   | 1.33,44 (13) | 5.19,20 (15) |
| 13     | Sijtje van der Lende           | Nederland        | 193,379 | 47,60 (23) | 2.25,22 (11)   | 1.34,19 (16) | 5.01,66 (7)  |
| 14     | Ljoedmila Savrulina            | Sovjet-Unie      | 193,390 | 46,14 (12) | 2.24,25 (10)   | 1.34,55 (18) | 5.11,35 (13) |
| 15     | Satomi Koike                   | Japan            | 194,357 | 47,31 (20) | 2.26,58 (15)   | 1.33,53 (14) | 5.08,53 (11) |
| 16     | Sylvia Filipsson               | Zweden           | 195,114 | 46,75 (17) | 2.26,96 (16)   | 1.35,24 (20) | 5.10,54 (12) |
| NC17   | Ann-Sofie Järnström            | Zweden           | 140,667 | 45,18 (4)  | 2.27,23 (17)   | 1.32,82 (10) | -            |
| NC18   | Leah Poulos                    | Verenigde Staten | 141,177 | 45,39 (7)  | 2.29,45 (19)   | 1.31,94 (5)  | -            |
| NC19   | Kaname Ide                     | Japan            | 143,208 | 45,82 (9)  | 2.29,86 (20)   | 1.34,87 (19) | -            |
| NC20   | Erwina Rys                     | Polen            | 144,083 | 46,76 (18) | 2.27,31 (18)   | 1.36,44 (21) | -            |
| NC21   | Gayle Gordon                   | Canada           | 146,475 | 46,91 (19) | 2.30,81 (21)   | 1.38,59 (25) | -            |
| NC22   | Connie Carpenter               | Verenigde Staten | 146,493 | 47,36 (21) | 2.32,53 (25)   | 1.36,58 (22) | -            |
| NC23   | Wang Xiuyou                    | China            | 147,170 | 47,48 (22) | 2.32,13 (24)   | 1.37,96 (24) | -            |
| NC24   | Marja Repola                   | Finland          | 147,303 | 47,95 (25) | 2.31,27 (23)   | 1.37,86 (23) | -            |
| NC25   | Sigrid Sundby                  | Noorwegen        | 147,538 | 46,21 (13) | 2.42,52 * (26) | 1.34,31 (17) | -            |
| NC26   | Jiang Youfeng                  | China            | 149,265 | 48,93 (26) | 2.31,23 (22)   | 1.39,85 (26) | -            |

* = met val
NC = niet gekwalificeerd
NF = niet gefinisht
NS = niet gestart
DQ = gediskwalificeerd
Vet gezet = kampioenschapsrecord